# Kazuko Hironakaová
Kazuko Hironakaová (japonsky 弘中 和子) je bývalá japonská fotbalistka.

## Reprezentační kariéra
Za japonskou reprezentaci v letech 1984 až 1990 odehrála 21 reprezentačních utkání. Byla členkou japonské reprezentace i na Mistrovství Asie ve fotbale žen 1986 a 1989.

## Statistiky
| Japonsko | Japonsko | Japonsko |
| Roky     | Záp.     | Góly     |
| -------- | -------- | -------- |
| 1984     | 3        | 0        |
| 1985     | 0        | 0        |
| 1986     | 10       | 0        |
| 1987     | 2        | 0        |
| 1988     | 0        | 0        |
| 1989     | 3        | 2        |
| 1990     | 3        | 1        |
| Celkem   | 21       | 3        |

## Úspěchy

### Reprezentační
- Mistrovství Asie:  1986;  1989